# Квендорф
Квендорф (нем. Quendorf) — община в Германии, в земле Нижняя Саксония.
Входит в состав района Графство Бентхайм. Подчиняется управлению Шютторф. Население составляет 572 человека (на 31 декабря 2010 года). Занимает площадь 14,15 км².
| Год  | Население |
| ---- | --------- |
| 1990 | 538       |
| 1995 | 531       |
| 2000 | 536       |
| 2005 | 574       |
| 2010 | 578       |